# Depressaria absynthiella
Depressaria absynthiella is een vlinder uit de familie grasmineermotten (Elachistidae). De wetenschappelijke naam is voor het eerst geldig gepubliceerd in 1865 door Herrich-Schäffer.
De soort komt voor in Europa.